# شهرستان شاین (نبراسکا)
شهرستان شاین، نبراسکا (به انگلیسی: Cheyenne County, Nebraska) یک سکونتگاه مسکونی در ایالات متحده آمریکا است که در نبراسکا واقع شده‌است.

## خصوصیات
شهرستان شاین ۳٬۰۹۹ کیلومترمربع مساحت دارد.